# Rolf Spaethen
Rolf Spaethen (* 28. Februar 1909 in Hamburg; † 7. März 1985 in Hamburg) war ein deutscher Gewerkschafter. Von 1960 bis 1967 war er Vorsitzender der Deutschen Angestellten-Gewerkschaft (DAG).

## Leben

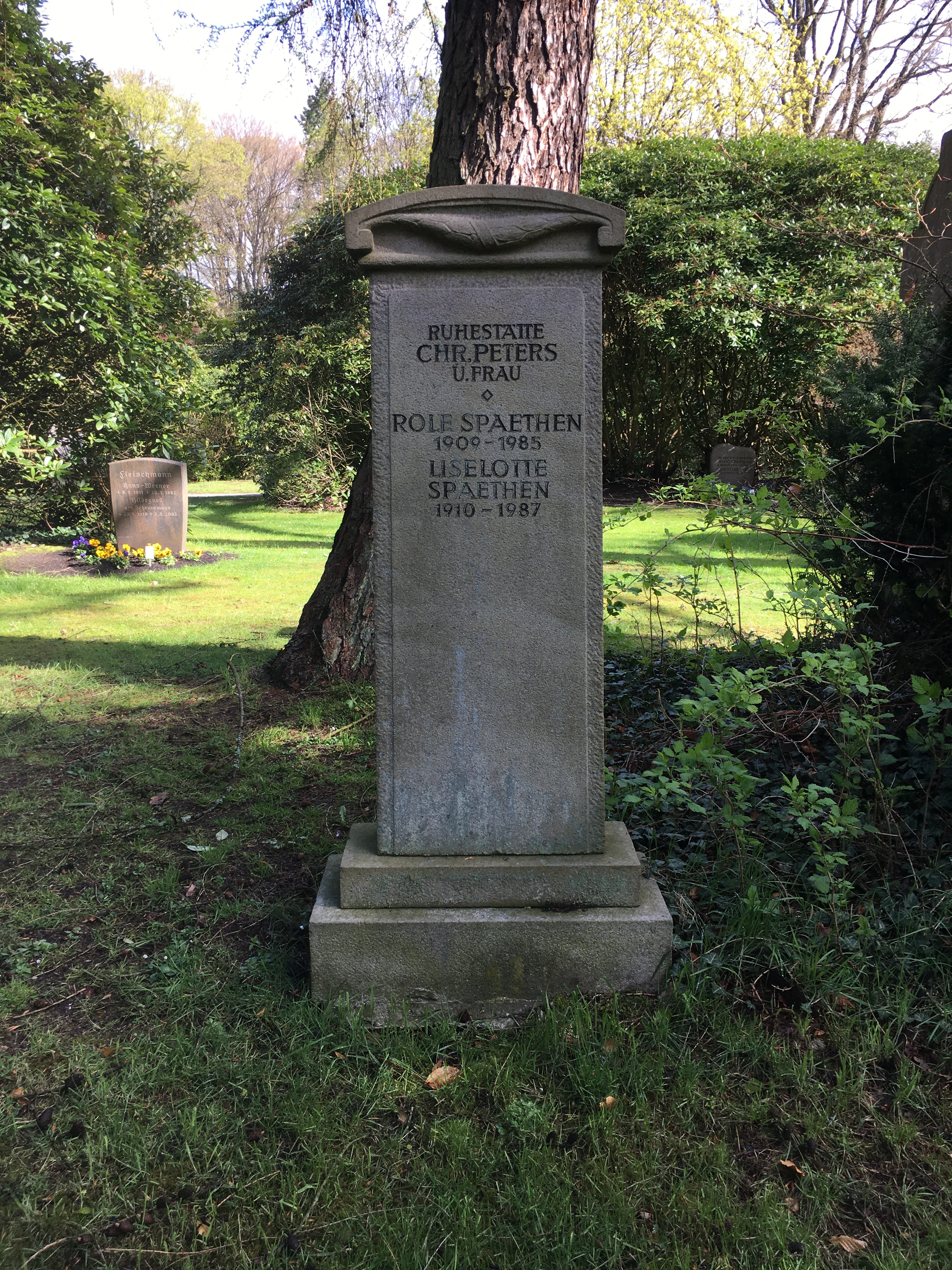
Grabstätte auf dem Friedhof Ohlsdorf

Rolf Spaethen, Sohn eines Stettiner Importkaufmanns, studierte nach dem Besuch des Gymnasiums Rechtswissenschaft und Volkswirtschaft. Er war zunächst als Kaufmann und Handelslehrer tätig, dann als Angestellter in einem Wirtschaftsprüfungsbüro. Von 1940 bis 1945 war er Soldat in der Wehrmacht.
Nach dem Zweiten Weltkrieg arbeitete er als Sprach- und Handelslehrer und von 1947 bis 1967 als Angestellter im DAG. Er war ab 1948 Leiter der Wirtschaftspolitischen Abteilung und ab 1951 Mitglied des Hauptvorstandes der DAG. 1960 wurde er Vorsitzender und erklärte 1967 aus Gesundheitsgründen seinen Verzicht auf eine erneute Kandidatur, nachdem er aufgrund von Turbulenzen die Mehrheit im DAG-Beirat verloren hatte. Spaethen war Mitglied der Sozialdemokratischen Partei Deutschlands (SPD).
Rolf Spaethen erhielt seine letzte Ruhestätte auf dem Friedhof Ohlsdorf. Sie liegt im Planquadrat Y 26 südwestlich von Kapelle 6.